# Seksmisja 3
Seksmisja 3, czyli graniasta cytryna – tytuł niezrealizowanego polskiego filmu, mającego być kontynuacją filmu pt. Seksmisja z 1984 roku w reżyserii Juliusza Machulskiego.
Scenariusz do filmu został napisany przez Juliusza Machulskiego i Ryszarda Zatorskiego w 1996 roku, nie został jednak zrealizowany z uwagi na zbyt wysokie fundusze wymagane do produkcji, a także produkcję filmów Kiler i Kiler-ów 2-óch. Ostatecznie scenariusz został wydany w 2002 roku jako część książki pt. Seksmisja, zaś Juliusz Machulski zrezygnował z produkcji filmu.

## Opis fabuły
Akcja utworu zaczyna się podczas opisanej w pierwszej części wojny genetycznej, w trakcie której wyginęli wszyscy mężczyźni, co było ubocznym skutkiem bomby M skonstruowanej przez profesora Victora Kuppelweisera. Profesor jednak był przygotowany na taki obrót rzeczy, przygotował program Adamus, którego celem miało być wysłanie w kosmos dwóch mężczyzn, Aleksa i Nikity, oraz poszukiwanie nowych planet, na których możliwe byłoby odtworzenie naturalnego porządku świata. W roku 2063 trafili na planetę, którą okazała się Ziemia. Odnaleźli miasto kobiet, w którym działa się akcja pierwszej części, jednak władzy nie pełniła już Liga, lecz anarchistki. Przygotowany przez Maksa i Alberta plan powiódł się jedynie częściowo, mężczyźni wrócili, pełnili jednak rolę niewolników kobiet, w tym seksualnych. Maks i Albert byli załamani, że ich plan okazał się fiaskiem; Albert udał się na wygnanie, podczas gdy Maks próbował zaadaptować się do nowej rzeczywistości.

## Dodatkowe informacje
Z tytułu Seksmisja 2 zrezygnował sam autor, uzasadniając to krótką anegdotką na początku książki:

– Krzysiu? A co się stało z Seksmisją 2?

– Musiałeś ją przespać, Puchatku.